# Stig Törnell
Stig Törnell, född 26 oktober 1906 i Vetlanda, död 2 februari 1982 i Kungälvs församling, var en svensk läkare. Han var son till provinsialläkaren Gottfrid Törnell och bror till Erik Törnell.
Efter studentexamen 1925 blev Törnell medicine kandidat 1928 och medicine licentiat i Stockholm 1933. Han var underläkare på Borås lasarett 1934–38, på Österåsens sanatorium 1938–39, på Borås lasarett 1939–41, förste underläkare och biträdande sanatorieläkare på Målilla sanatorium 1941–44, centraldispensärläkare i Dingle 1944–47 och överläkare på Målilla sjukhus från 1947.